# Kramkówka Duża
Kramkówka Duża, je ves v Polsku v Podleském vojvodství v okrese Mońki, v gmině Goniądz. Nachází se na území Biebrzanského národní parku zóny buffer.

## Administrativa
Sídlo je vzdáleno 10 km od Moniek. V letech 1975-1998 spadala obec administrativně do dnes již neexistujícího Łomżynského vojvodství.